# Prionoscirtes dilaticornis
Prionoscirtes dilaticornis är en skalbaggsart som beskrevs av Champion. Prionoscirtes dilaticornis ingår i släktet Prionoscirtes och familjen mjukbaggar. Inga underarter finns listade i Catalogue of Life.